# Спорт в Чад
Най-популярните спортове в Чад са футболът, баскетболът, атлетиката, боксът, бойните изкуства и риболовът. Най-големият стадион в страната е националният стадион в Нджамена.

## Футбол
Жителите на страната обичат да гледат футбол и редовно следят мачовете на националния отбор. Вътрешното първенство е слабо развито. Няколко чадски футболисти са играли в професионални френски отбори като ПСЖ, ФК Нант и АС Монако ФК. Страната не е успявала да се класира на световно първенство или за Купата на нациите в Африка. На 25 ноември 2007 се тегли жребий за квалификациите на световното първенство в Република Южна Африка през 2010. Националният отбор попадна в една група с Мали, Република Конго и Судан.

## Баскетбол
Баскетболът е харесвана игра в Чад. Освен аматьорски, тя се практикува професионално само от националния отбор. Чадската баскетболна федерация попада в зона 4 на ФИБА Африка. Зоните са определени по териториален принцип. В класацията на националните отбори на света Чад не фигурира, понеже няма събрани точки.

## Летни олимпиади
Чадски спортисти са участвали последователно на олимпиадите от 1964 до 1972 и от 1984 до 2004, но не печелят медали. Страната не е участвала на нито една зимна олимпиада.